# 20455 Пенел
20455 Пенел (20455 Pennell) — астероїд головного поясу, відкритий 9 червня 1999 року.
Тіссеранів параметр щодо Юпітера — 3,555.
Названий на честь Джоржа Вільяма Пенела (народився 1990), фіналіста молодіжного наукового конкурсу на телеканалі Дискавері.